# Ametor
Ametor (лат.) — род жуков-водолюбов из подсемейства Hydrophilinae.
Известно 6 видов.

## Описание
Водолюбы мелкого и среднего размера, овальной формы, выпуклые. Длина тела от 4 до 9,5 мм. Усики состоят из 9 антенномеров. Глаза средних размеров, слабо выступающие. Род встречается в Неарктике и юго-восточной Палеарктике.

## Классификация
Известно 6 видов. Род Ametor был выделен в 1900 году российским энтомологом Андреем Петровичем Семёновым-Тян-Шанским. Ametor можно отличить от близкого рода Hydrocassis по тому, что: 1) надкрылья между пунктурами матовые, а не гладкие; 2) эпиплевры спереди горизонтальные, а не наклонные как у Hydrocassis.
- Ametor elongatus Ji, Lanzhu & Schödl, 1998[5]
- Ametor latus (Horn, 1873)[6]
- Ametor rudesculptus A.P.Semenov, 1900[4]
  - = Ametor oberthuri Orchymont, 1942; = Ametor wittmeri Satô, 1977
- Ametor rugosus (Knisch, 1924)[7]
- Ametor scabrosus (Horn, 1873)
  - =Ametor granulosus Orchymont, 1942, =Hydrobius scabrosus Horn, 1873, =Hydrocassis lucifer Shatrovskiy, 1989
- Ametor xizangensis Jia, Fenglong & Shuang Zhao, 2013[8]